# جوزيف إي. وايس
جوزيف إي. وايس (بالإنجليزية: Gottlob E. Weiss)‏ هو شخصية أعمال وسياسي أمريكي، ولد في 25 مارس 1820، وتوفي في 19 أبريل 1900. حزبياً، نشط في الحزب الديمقراطي. وقد انتخب عضو جمعية ولاية ويسكونسن.